# ASML
ASML este o companie din Țările de Jos care activează în industria semiconductorilor, având un profit de 625 milioane € în 2006.
Marele succes electoral al politicianului anti-imigrare Geert Wilders la alegerile recente din Olanda a speriat gigantul high-tech ASML, care se pregătește să părăsească Olanda, lucru care a îngrozit guvernul demisionar.